# 上原ゼンジ
上原 ゼンジ（うえはら ぜんじ、1961年 - ）は、日本の実験写真家。

## 概要
万華鏡写真など様々な装置や技法を考案し、写真撮影を行う「実験写真家」である。「実験写真家」は世界でも上原ただ1人であるとされる（2021年時点）。

## 経歴
1961年、埼玉県浦和市（現・さいたま市）生まれ。日本大学経済学部卒業。
上原は日本大学在学中、『写真時代』（白夜書房）にトマソンの紹介写真を連載していた赤瀬川原平が講師を務めていた私塾・美学校の考現学研究室に通っており、授業の一環で上原もトマソン探索のフィールドワークを行う際にカメラを持つようになる。何気ない景色の中から面白いものを見つける楽しさも、この時の授業で知った。
本の雑誌社に勤める傍ら、森山大道に師事し、写真を学ぶ。写真仲間と西新宿にアパートの1室を借り、月1回、持ち寄った写真を森山に見てもらって、その後に飲み会をしながら写真について語り合うという活動に夢中になり、写真に比重を置くために25歳の時に本の雑誌社を退社する。森山には「見たことのない写真を見せてくれ」と言われており、この言葉は上原が作品を撮る上での大前提となる。
上原は1990年代半ばにはデジタルカメラを使うようになっていたが、確実にピントを合わせられる、撮ったその場で写真を確認できる、（フィルム以上に）何枚でも撮れる、パソコンを使って写真の調整を行えるなどといったデジタルカメラのメリットと、デジタルでは出せないアナログのフィルムカメラがつくるエフェクトとの融合ができないものかと考え、2000年代より新しい撮影装置や手法の開発に取り組み、「実験写真家」への道を進むことになる。
椎名誠が開催する東ケト会のメンバーでもあり「上原善二」として『あやしい探検隊 不思議島へ行く』『あやしい探検隊 アフリカ乱入』『あやしい探検隊 北へ』などに登場する。『～北へ』では「ドレイ」と紹介されている。また、その関係で映画『しずかなあやしい午後に』にも関わってる。

## 考案した撮影装置

### 蛇腹レンズ
上原が最初に考案した撮影装置。
蛇腹に折った紙筒の先に100円ショップで打っている双眼鏡のレンズをつけて、デジタルカメラにセットし、蛇腹の筒を伸ばしたり、縮めたりすることでピントを調整する。
自分でピントを合わせる楽しさと安価なレンズによる周辺がブレつ面白さを得られると共に、それらの不自由さを楽しむ。

### 手ブレ増幅装置
カメラにゴムをつないで、ゴムを揺らしながら撮る装置。被写体は決められるが、写真の出来上がりは偶然に任せねばならない。必然と偶然がミックスされた写真となる。
フィルムカメラでも可能ではあるが、コストパフォーマンスが悪いのでデジタルカメラ向き。

### 宙玉
ドアミラー越しに撮影すると歪んだ写真が撮れることがヒントになり、ミラーに写った写真を周囲の景色を同時に写るようにしたらどうかという考えから産まれた。
透明な玉をレンズフィルターに装着して撮影する。「空中に浮かんだ玉に被写体が浮かんだ」ような写真が撮影できる。
宙玉で撮った作品は大好評となり、製品化もされた。

## 著書
- 『すぐにわかる!使える!!カラーマネージメントの本―仕事で役立つ色あわせの理論と実践マニュアル』毎日コミュニケーションズ、2006年。
- 『デジカメでトイカメ!! キッチュレンズ工房 ~ピンホールに蛇腹、魚眼でレトロでアナログなデジタル写真を撮ろう!~』毎日コミュニケーションズ、2007年。
- 『カメラプラス―トイカメラ風味の写真が簡単に』雷鳥社、2007年。
- 『うずらの惑星―身近に見つけた小さな宇宙 カメラプラス』雷鳥社、2008年。
- 『ボケ/ブレ不思議写真術 (カメラプラス)』雷鳥社、2009年。
- 『写真の色補正・加工に強くなる　~レタッチ&カラーマネージメント知っておきたい97の知識と技』技術評論社、2011年。
- 『こんな撮り方もあったんだ! アイディア写真術』インプレスジャパン、2012年。